# District de Lyon
Le district de Lyon, ou district de Lyon Ville, est une ancienne division administrative française du département de Rhône-et-Loire de 1790 à 1793, puis du nouveau département du Rhône de 1793 à 1795.

## Composition
Il était composé de l'unique canton de Lyon.

## Galerie

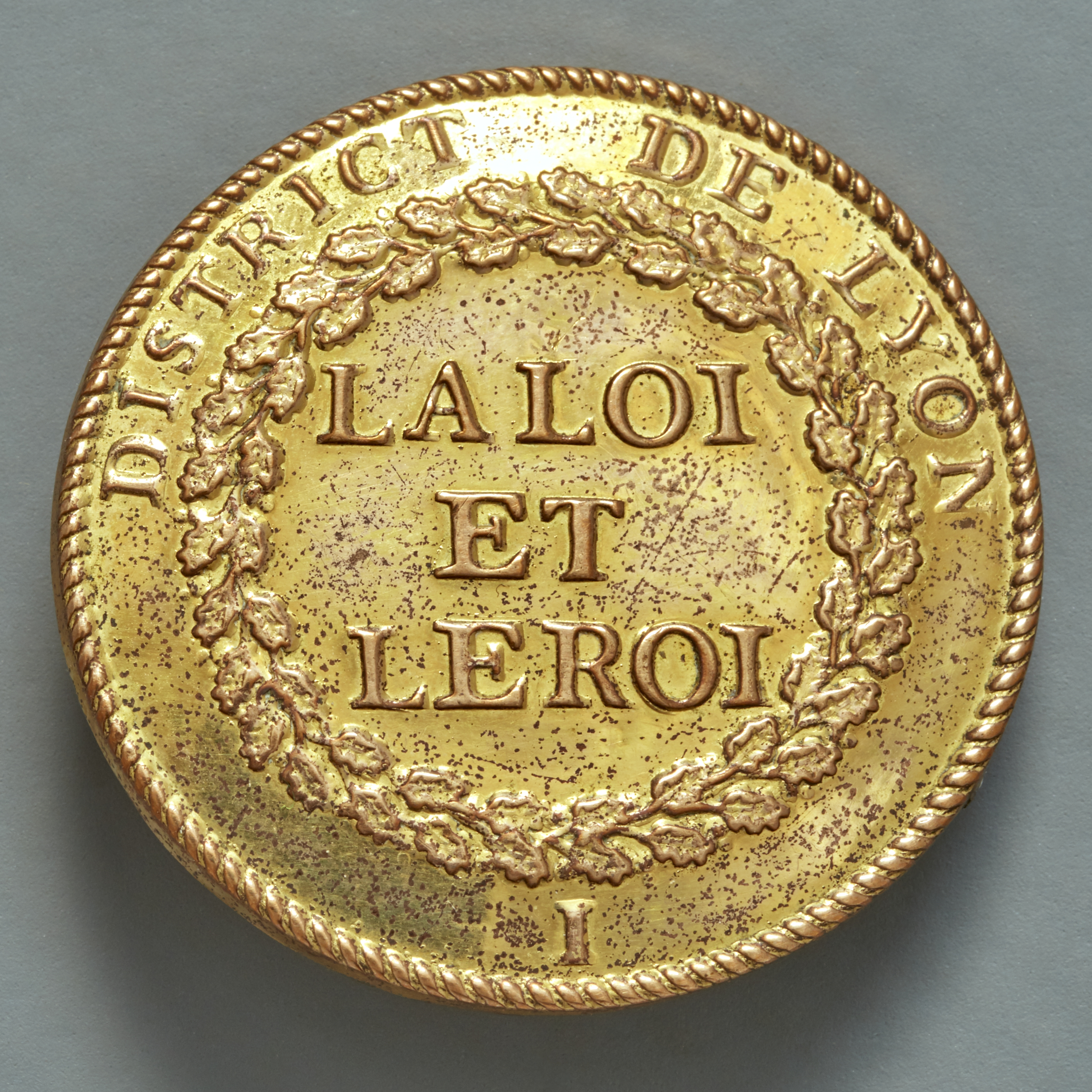
Bouton (musée Carnavalet)